# Gothra
Gothra är en ort i Indien.   Den ligger i distriktet Tonk och delstaten Rajasthan, i den centrala delen av landet, 400 km sydväst om huvudstaden New Delhi. Gothra ligger 332 meter över havet och antalet invånare är 21 819.
Terrängen runt Gothra är platt. Runt Gothra är det ganska tätbefolkat, med 160 invånare per kvadratkilometer. Det finns inga andra samhällen i närheten. Trakten runt Gothra består till största delen av jordbruksmark.